# Julián Tavárez

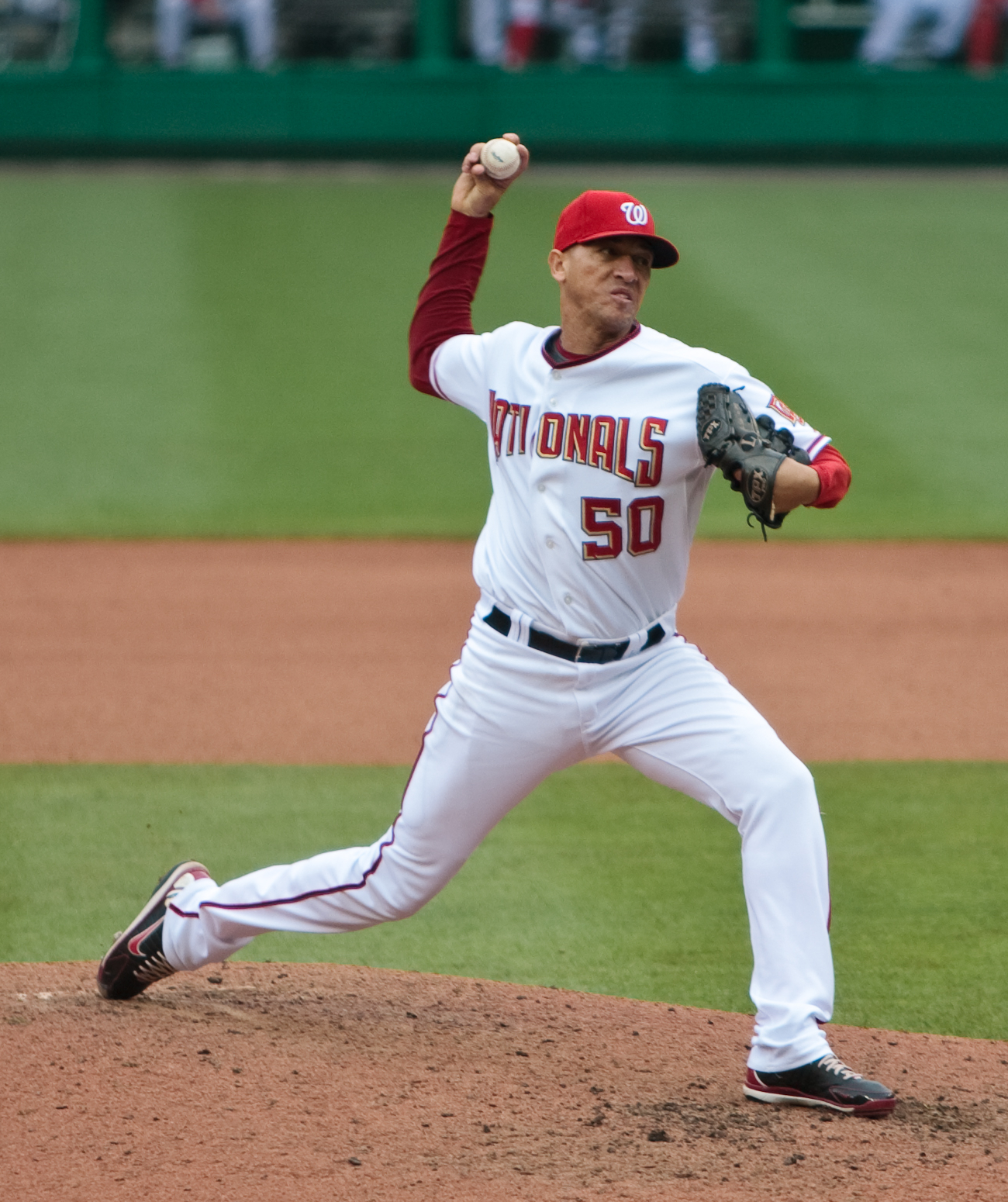

Julián Tavárez (22 de maio de 1973) é um jogador profissional de beisebol porto-riquenho.

## Carreira
Julián Tavárez foi campeão da World Series 2007 jogando pelo Boston Red Sox. Na série de partidas decisiva, sua equipe venceu o Colorado Rockies por 4 jogos a 0.